# قناة لا لوار الجانبية

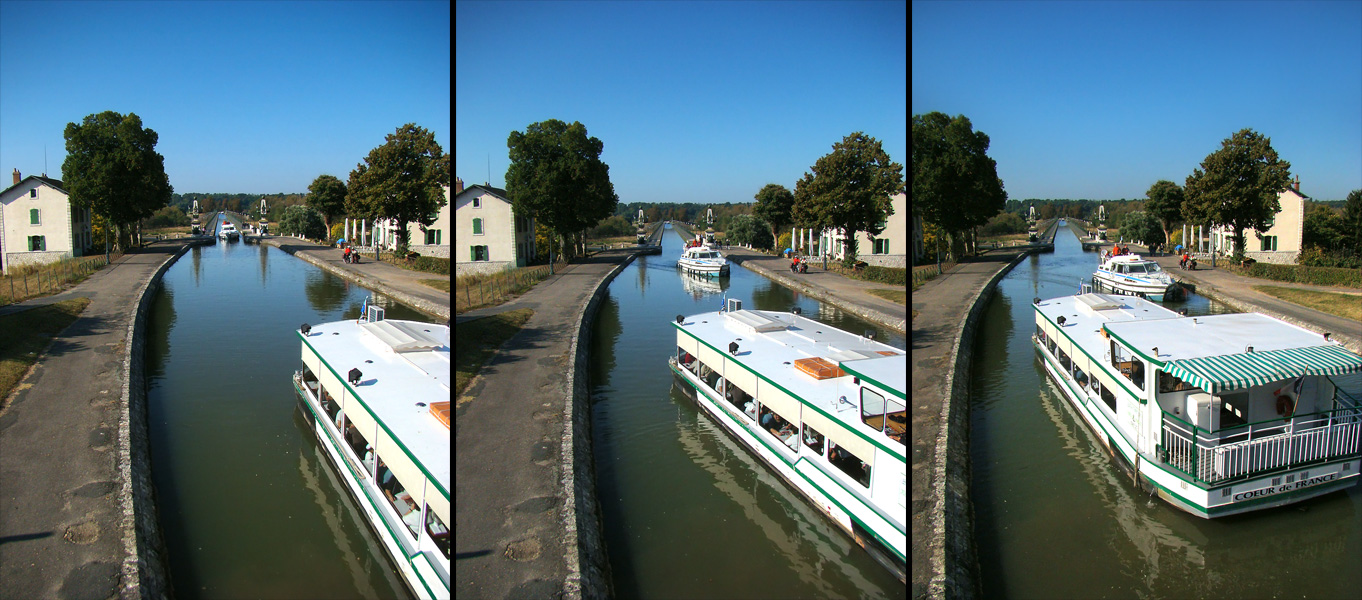
حركة المرور المائي على جسر القناة في Briare.

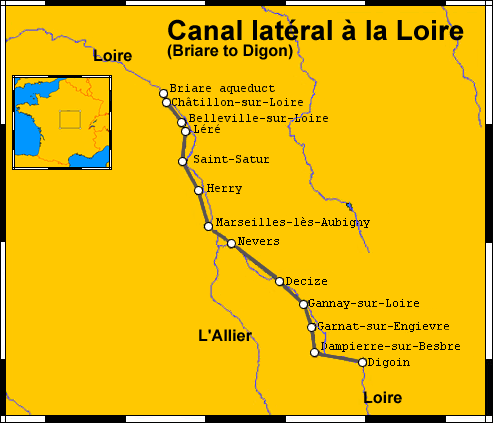
موقع القنال إلى جانب نهر لوار في فرنسا.

قناة لا لوار الجانبية (بالفرنسية: Canal latéral à la Loire) هي قنال تم إنشاؤه بين 1827 و 1838 لربط قناة دي بريار بريار في قناة المركز في ديغوان (Digoin) على مسافة 196 كم. وقد حل هذا القنال محل استخدام نهر لوار الذي يعاني من مشاكل ناجمة عن الفيضانات في الشتاء والجفاف في الصيف. ويتحول القنال إلى قناة ملاحية معلقة بالقرب من مدينة Briare.